# Pic de Rochebrune
De Pic de Rochebrune of kortweg Rochebrune is een 3320 meter hoge berg in de Franse Alpen. Het is het hoogste punt van het zogeheten Queyrasmassief.
In de internationale SOIUSA-classificatie behoort de Rochebrune tot de centrale Cottische Alpen of Alpi del Monginevro en vormt het hier het hoogste punt van (voor de Punta Ramiere). De Franse classificatie deelt de Rochebrune in bij het aparte Queyrasmassief. De Rochebrune vormt hierin de grens tussen de Briançonnais in het noorden en de Queyrasstreek (vallei van de Guil) ten zuiden ervan.
De beklimming van de Pic de Rochebrune vertrekt doorgaans van de Col d'Izoard (2361 m). Vanaf deze pas gaat het in noordoostelijke richting tot de Col Perdu waarna er even wordt afgedaald vooraleer men verdergaat tot de Col des Portes (2 915 m) en de top van de Rochebrune.